# Crinum campanulatum
Crinum campanulatum är en amaryllisväxtart som beskrevs av Herb.. Crinum campanulatum ingår i släktet Crinum, och familjen amaryllisväxter. Inga underarter finns listade i Catalogue of Life.